# EJ 675
Skoda EJ 675 (Elektrická Jednotka, тип 675) — двоповерховий міжрегіональний електропоїзд подвійного живлення виробництва компанії Škoda Vagonka.

## Історія
Два електропоїзди серії EJ 675 придбані Південною залізницею в рамках підготовки до Чемпіонату Європи з футболу Євро-2012. Згідно з контрактом, підписаним 12 січня 2011 року, вартість двох електропоїздів склала 39,9 млн євро.
У березні 2012 року були проведені комплексні випробування електропоїзду EJ 675-001 на експериментальному кільці Велім (ŽZO Velim), також відомий як полігон Церхенице (ŽZO Cerhenice).
13 березня 2012 року в Чехії відбулася церемонія передачі першого електропоїзда українській делегації на чолі з віце-прем'єр-міністром України, міністром інфраструктури Борисом Колесніковим.
25 березня 2012 року до ВЧ-1 Харків-Сортувальний Південної залізниці прибув перший з двох електропоїздів серії EJ 675. З Чехії до Харкова електропоїзд транспортували залізницею через станції Чоп, Львів, Київ-Пасажирський.

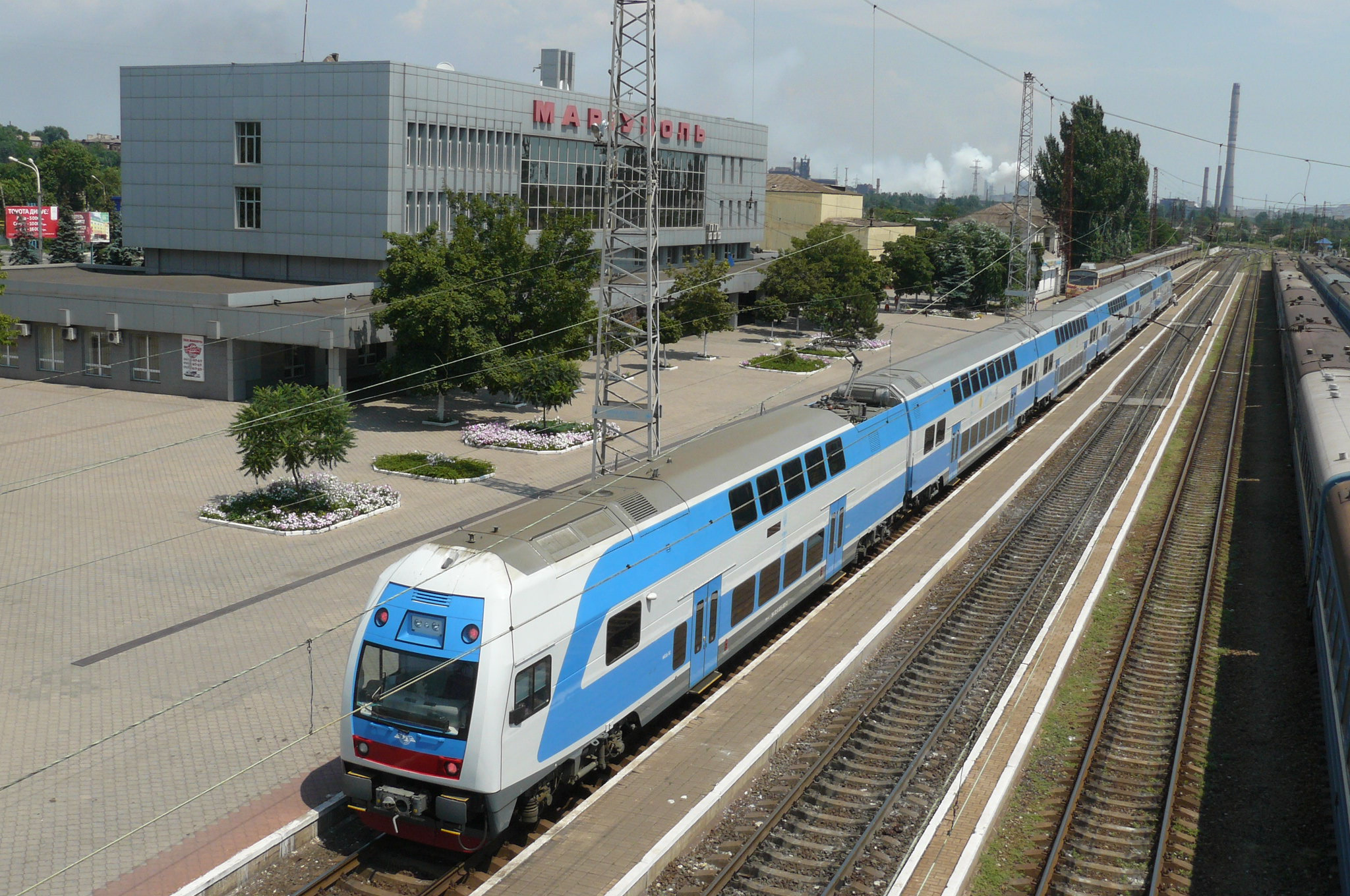
Електропоїзд EJ 675 «Південний експрес» № 175/176 сполученням Донецьк — Маріуполь (липень 2012)

Технічне обслуговування та ремонт електропоїздів Škoda здійснювали фахівці електровозного депо Харків, які попередньо пройшли відповідне навчання. Згодом обидва склади EJ 675 було передано під управління Української залізничної швидкісної компанії.
У 2012 році поїзди Škoda курсували за дзеркальними маршрутами Харків — Дніпропетровськ — Донецьк — Маріуполь — Донецьк — Луганськ — Харків. Влітку 2013 року курсували за маршрутом Харків — Сімферополь.

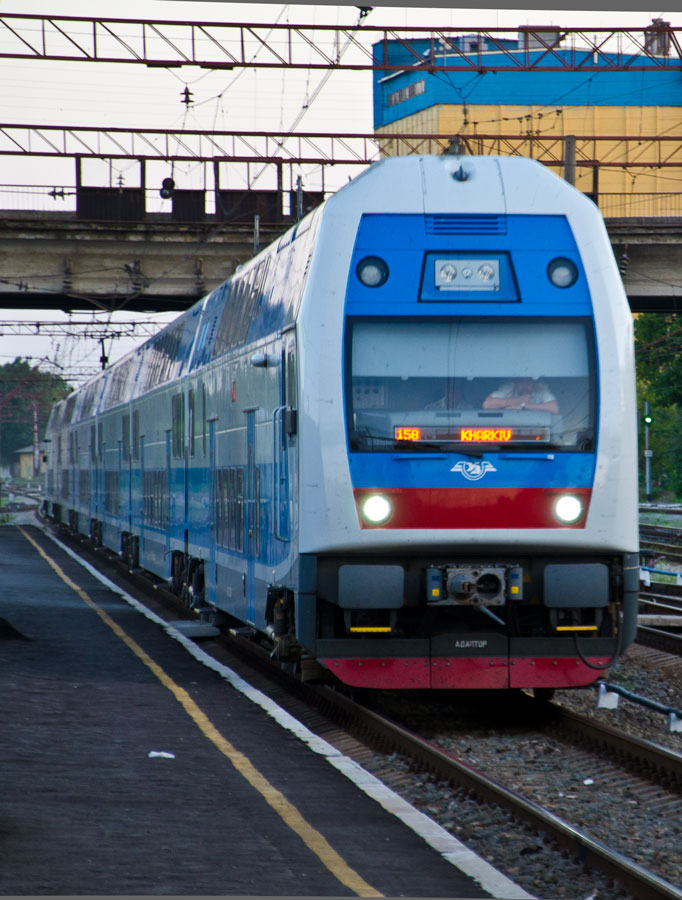
Прибуття електропоїзду EJ675 на станцію Краматорськ

Електропоїзд EJ675-001 у березні 2015 року був відсторонений від експлуатації для проведення планового поточного ремонту.
Другий склад електропоїзду EJ675-002 було виведено з експлуатації для проведення планового поточного ремонту у листопаді 2014 року, який був завершений 20 січня 2016 року.
З 12 лютого по 25 березня 2016 року після планового ремонту електропоїзд курсував за маршрутом № 785/786 Харків — Київ. Поїзд зупинявся на станціях Полтава-Південна, Кременчук, Знам'янка-Пасажирська та Імені Тараса Шевченка.
З 16 червня по вересень 2016 року електропоїзд курсував за маршрутом Харків — Генічеськ.
З 4 листопада 2016 року електропоїзд курсував за новим маршрутом Харків — Вінниця.
З 29 липня 2017 року знову курсував за маршрутом Харків — Київ.
З 4 листопада 2017 року другий склад курсував за маршрутом Київ — Тернопіль.
З 2018 року припинена експлуатація електропоїздів і весь час перебували на території Української залізничної швидкісної компанії.
У грудні 2020 року  два склади електропоїздів Škoda EJ 675 було відправлено на капітальний ремонт.
8 вересня 2021 року для першого електропоїзда Škoda, що мав вийти з капітального ремонту у грудні 2021 року, обрали нову ліврею. «Пасажирська компанія Укрзалізниці» спиралася на думку користувачів та визначилася із кольоровою гамою кузова вагонів. Визначено, що верхня частина буде світло-сірого кольору, а від центру до низу розмістять смугу синього кольору. Коли ще тільки тривало обговорення, дах вагонів був пофарбований світлими відтінками, які досить швидко забруднюються внаслідок падіння рештків графіту з струмоприймачів.

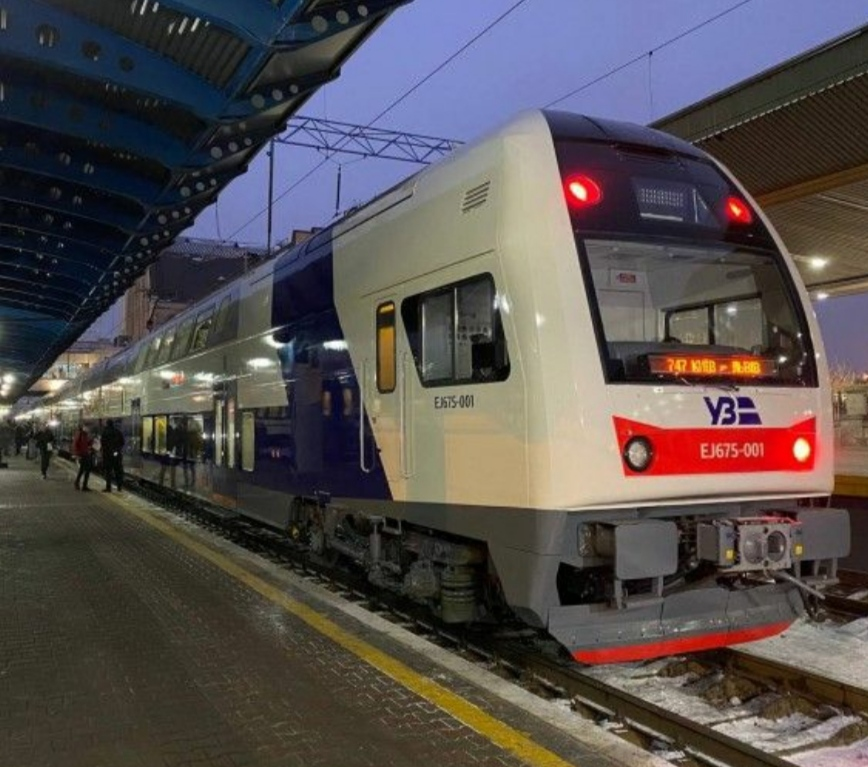
EJ675-001 на станції Київ-Пасажирський (30 грудня 2021 року вирушив у перший рейс після капітального ремонту за маршрутом № 747/748 Київ — Львів)

30 грудня 2021 року, після капітального ремонту, АТ «Укрзалізниця» запустила у перший рейс один з двох складів двоповерхового електропоїзда EJ-675-001 за маршрутом № 747/748 сполученням Київ — Львів. На шляху прямування електропоїзд зупиняється на проміжних станціях Вінниця, Хмельницький, Тернопіль тощо. За майже місяць роботи електропоїзд перевіз понад 13 тисяч пасажирів. Після завершення новорічно-різдвяних свят електропоїзд Škoda City Elephant EJ675, який перед Новим роком вирушив у свій перший рейс після тривалого простою та капітального ремонту, з 21 січня 2022 року призначений на маршрут Київ — Вінниця — Тернопіль.
З 19 травня 2022 року, після звільнення Чернігова від російських окупантів, «Укрзалізниця» призначила дві пари регіональних електропоїздів № 708/707 та № 710/709 складом EJ 675 сполученням Київ — Чернігів.
23 серпня 2022 року, після капітального ремонту, введений в експлуатацію другий склад швидкісного поїзда Škoda EJ 675-002, який здійснив перший рейс за новим маршрутом № 755/756 сполученням Київ — Рівне — Луцьк, що курсує щоденно, крім середи.

## Склад електропоїзда

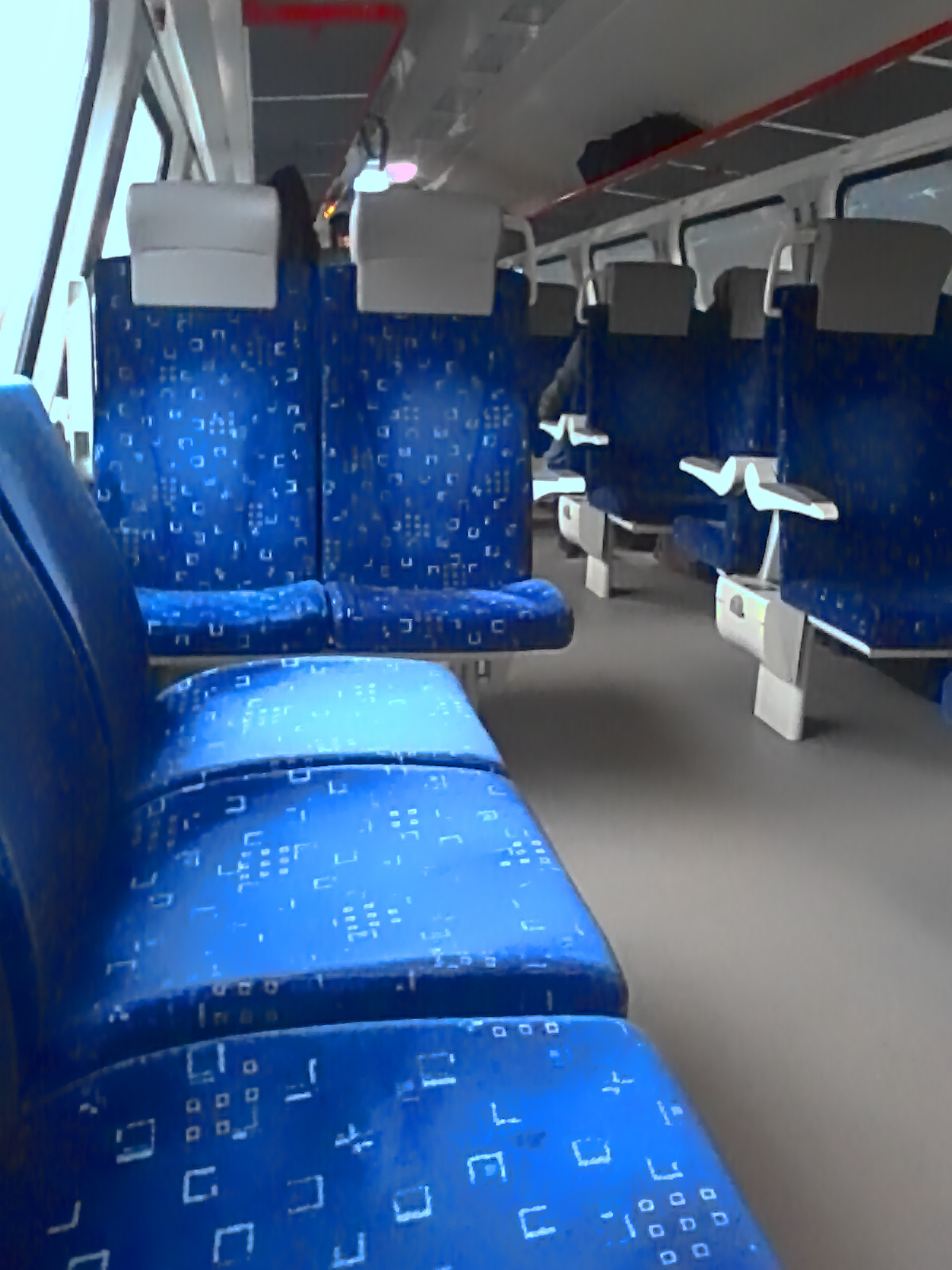
Інтер'єр проміжного вагона (2-й поверх)

У складі електропоїзда 6 вагонів: 2 головних моторних та 4 причіпних.

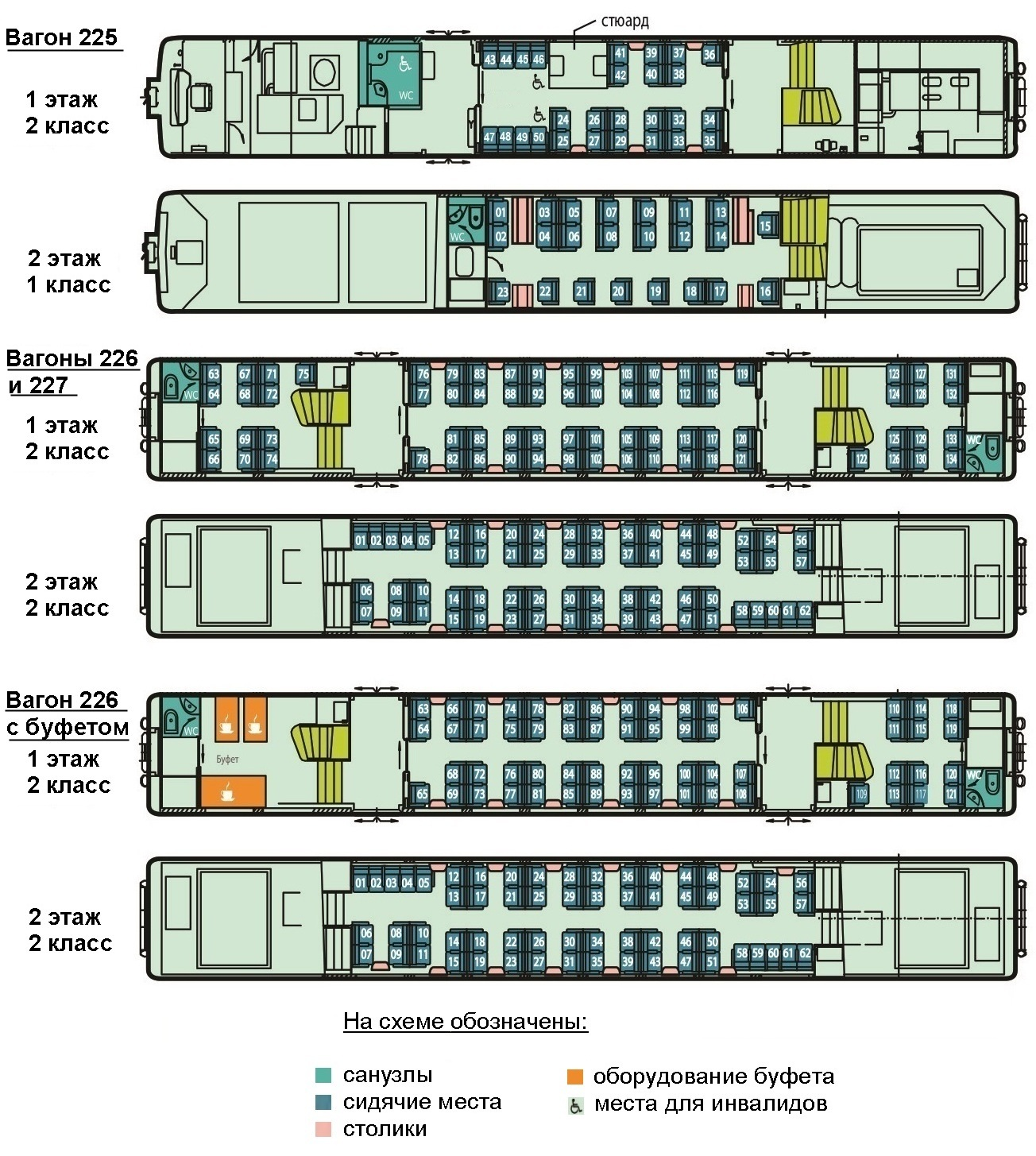
Схема вагонів електропоїздів EJ 675

## Технічні характеристики
Електропоїзд призначений для перевезення пасажирів на електрифікованих дільницях залізниць з номінальною напругою в контактній мережі змінного струму (~25 кВ) з частотою 50 Гц та постійного струму (=3 кВ), з шириною колії 1520 мм у міжрегіональному сполученні зі швидкістю до 160 км/год.
Загальна кількість місць в електропоїзді — 623, з них 46 — 1-го класу, 577 — 2-го класу. Всі місця в електропоїзді призначені для сидіння. В поїзді наявні місця для осіб з обмеженими фізичними можливостями, з цією метою в кожному поїзді передбачено 4 підйомника для інвалідних візків, а також спеціальні санвузли.
Характеристики електропоїзда:
- Ширина колії — 1520 мм
- Довжина складу — 158,4 м
- Ширина вагона — 2820 мм
- Висота — 4630 мм
- Маса поїзда — 334 т
- Сумарна тягова потужність — 4000 кВт (8 асинхронних двигунів по 500 кВт кожний)
- Номінальна потужність ТЕД — 500 кВт.

## Панорама

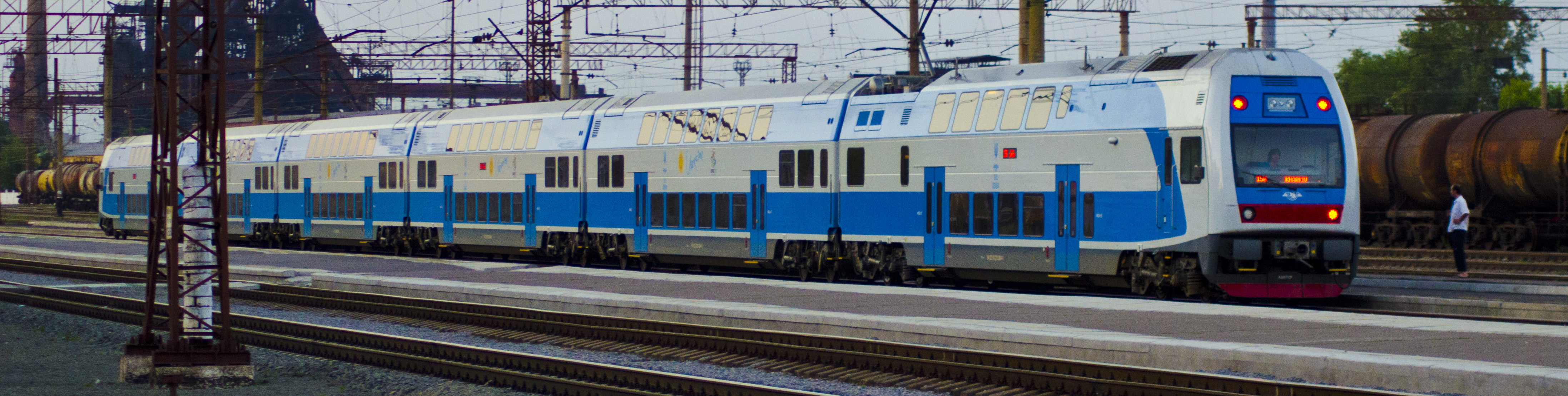
Електропоїзд EJ675-02 на станції Краматорськ Донецької залізниці